# Diacyclops zschokkei
Diacyclops zschokkei – gatunek widłonoga z rodziny Cyclopidae. Opisał go w 1910 roku szwajcarski zoolog Eduard Graeter (1881–1957), nadając mu nazwę Cyclops zschokkei.